# Notre-Dame de Paris (statue)
Pour l’article homonyme, voir Vierge du Pilier.
La Vierge à l'Enfant, dite Notre Dame de Paris ou Vierge du pilier, est une statue en pierre d'une taille de 1,80 mètre, représentant la Vierge à l'Enfant, sculptée au début du XIVe siècle. C'est un exemple du style de la sculpture gothique tardive. Située contre le pilier sud-est de la croisée du transept de la cathédrale Notre-Dame de Paris, elle est retrouvée intacte au milieu des gravats à la suite de l'incendie d'avril 2019. Installée un temps à l'église Saint-Germain-l'Auxerrois, elle est réinstallée à son emplacement initial après la reconstruction de la cathédrale. Une réplique de la statue se trouve sur le parvis Notre-Dame.  

## Localisation à Notre-Dame
- 1. 1818-1855 : sur le pilier-trumeau du portail de la Vierge ;
- 2. 1855-2019 et dep. 2024 : devant le pilier sud-est de la croisée du transept ;
- R. 2020-2024 : sur le parvis (réplique).

## Histoire

### Création
La statue Notre-Dame de Paris est réalisée au XIVe siècle. Elle est initialement placée dans la chapelle Saint-Aignan, dans le cloître Notre-Dame.

### Installation à la cathédrale Notre-Dame
Pendant la Révolution, de nombreuses statues de la façade occidentale de la cathédrale Notre-Dame sont détruites, notamment en 1793 la statue de la Vierge du XIIIe siècle qui se trouvait sur le pilier-trumeau du portail de la Vierge. Sous la Seconde Restauration, en 1818, elle est remplacée par la statue Notre-Dame de Paris, avec son chapiteau, en provenance de la chapelle Saint-Aignan.
Elle y reste de 1818 à 1855, jusqu'à la restauration de la cathédrale par Eugène Viollet-le-Duc, qui la déplace à l'intérieur de l'église, contre le pilier sud-est de la croisée du transept.

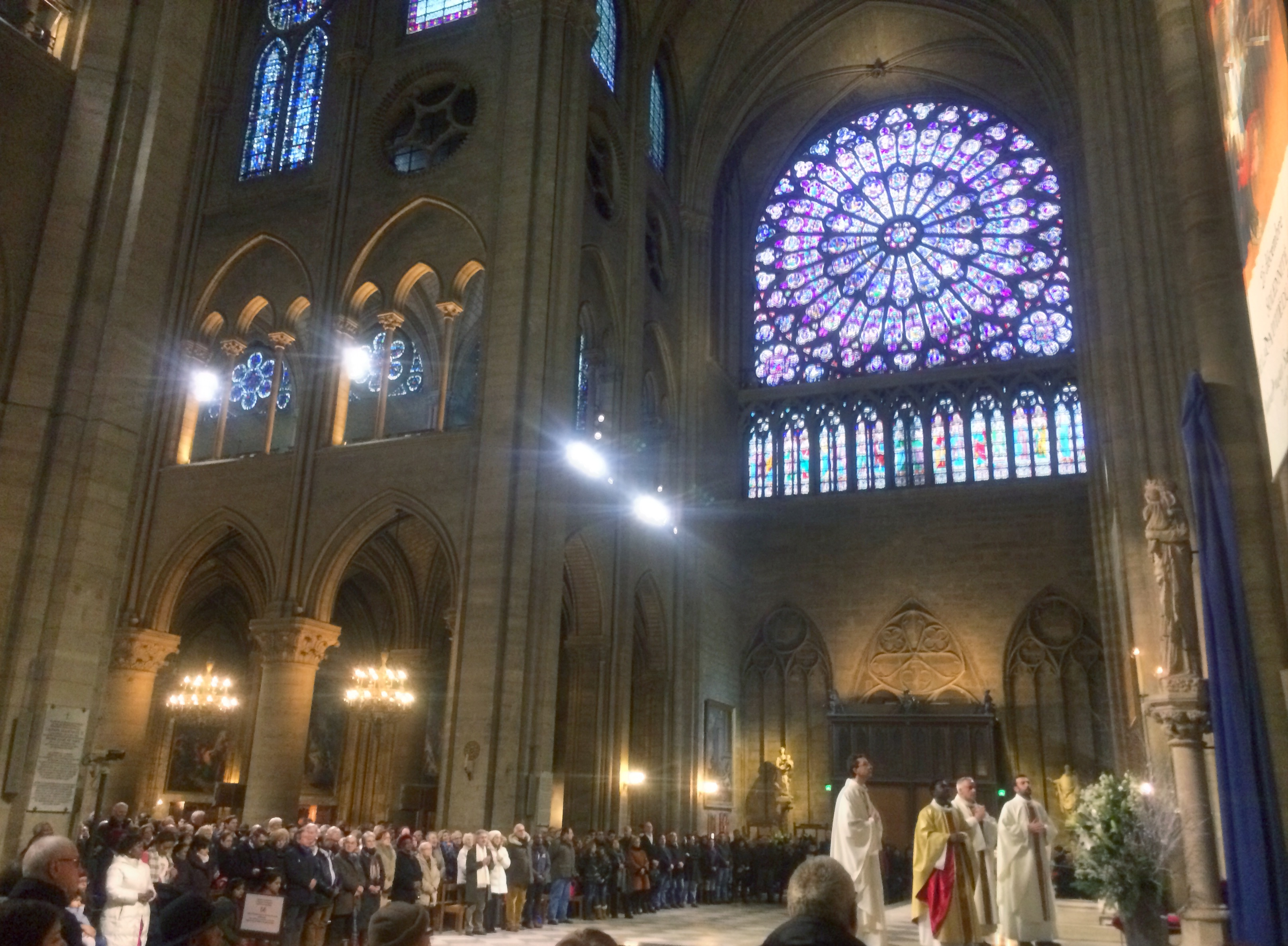
Cérémonie du Jour de l'an, 1er janvier 2014.
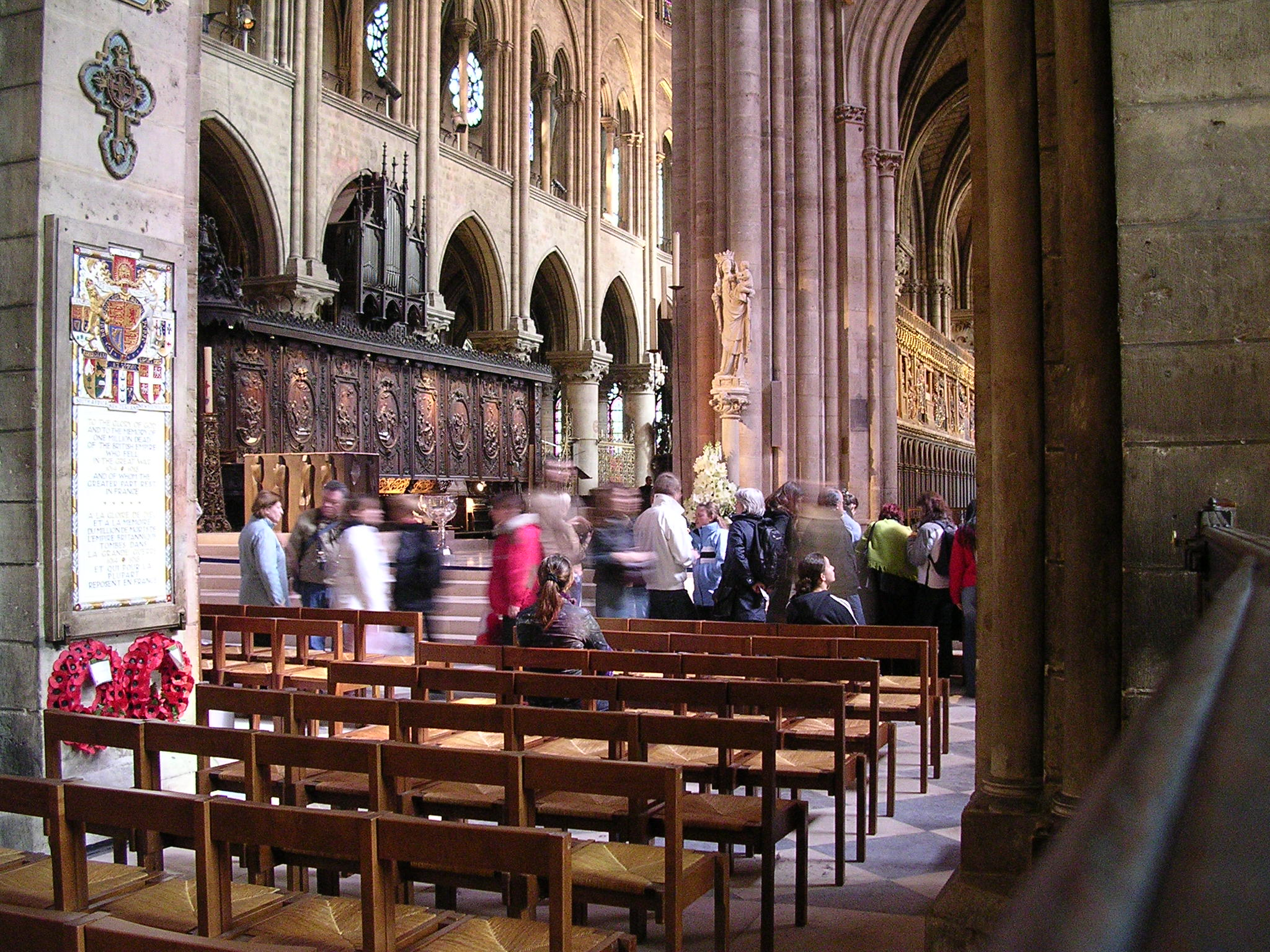
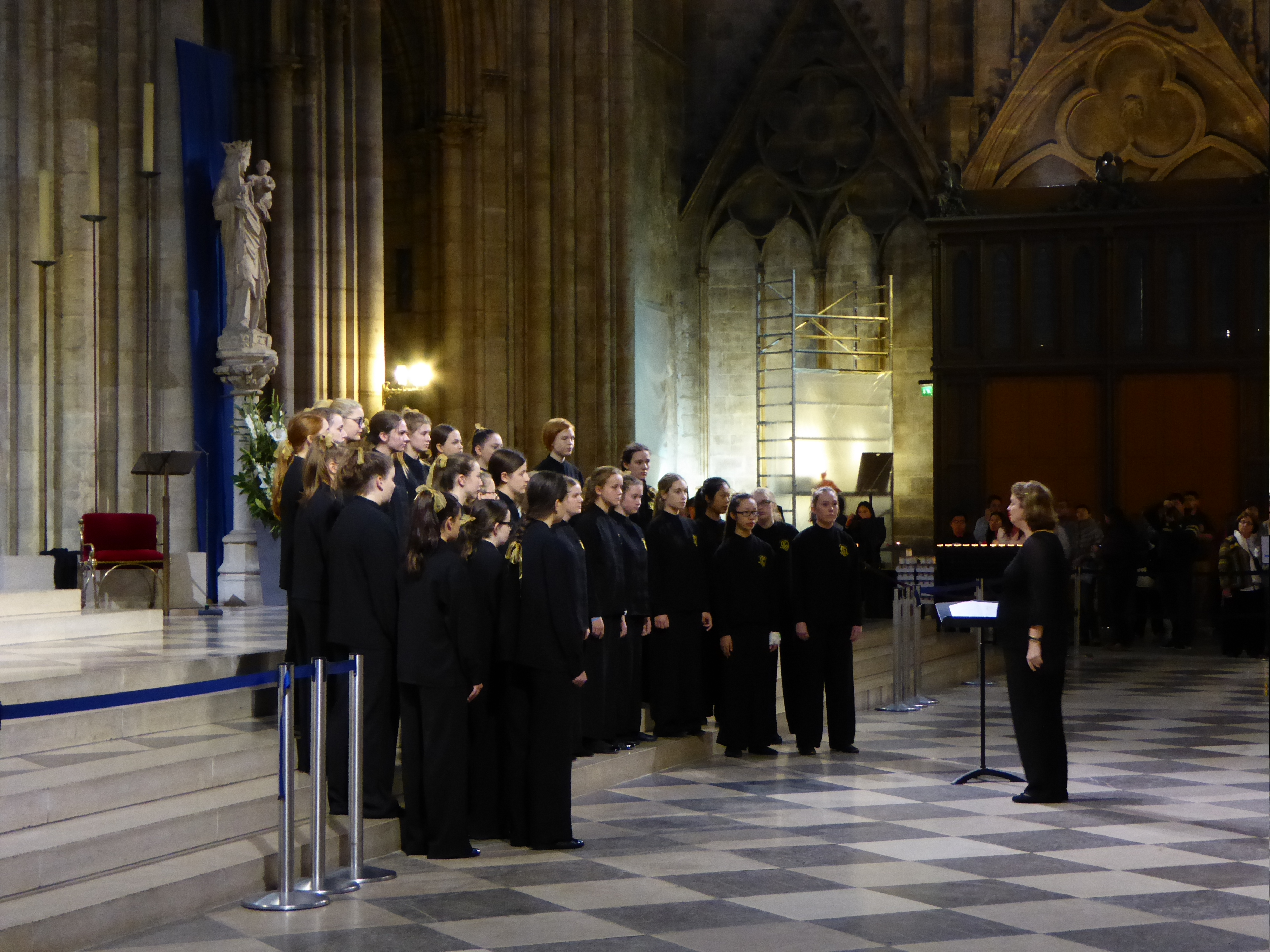
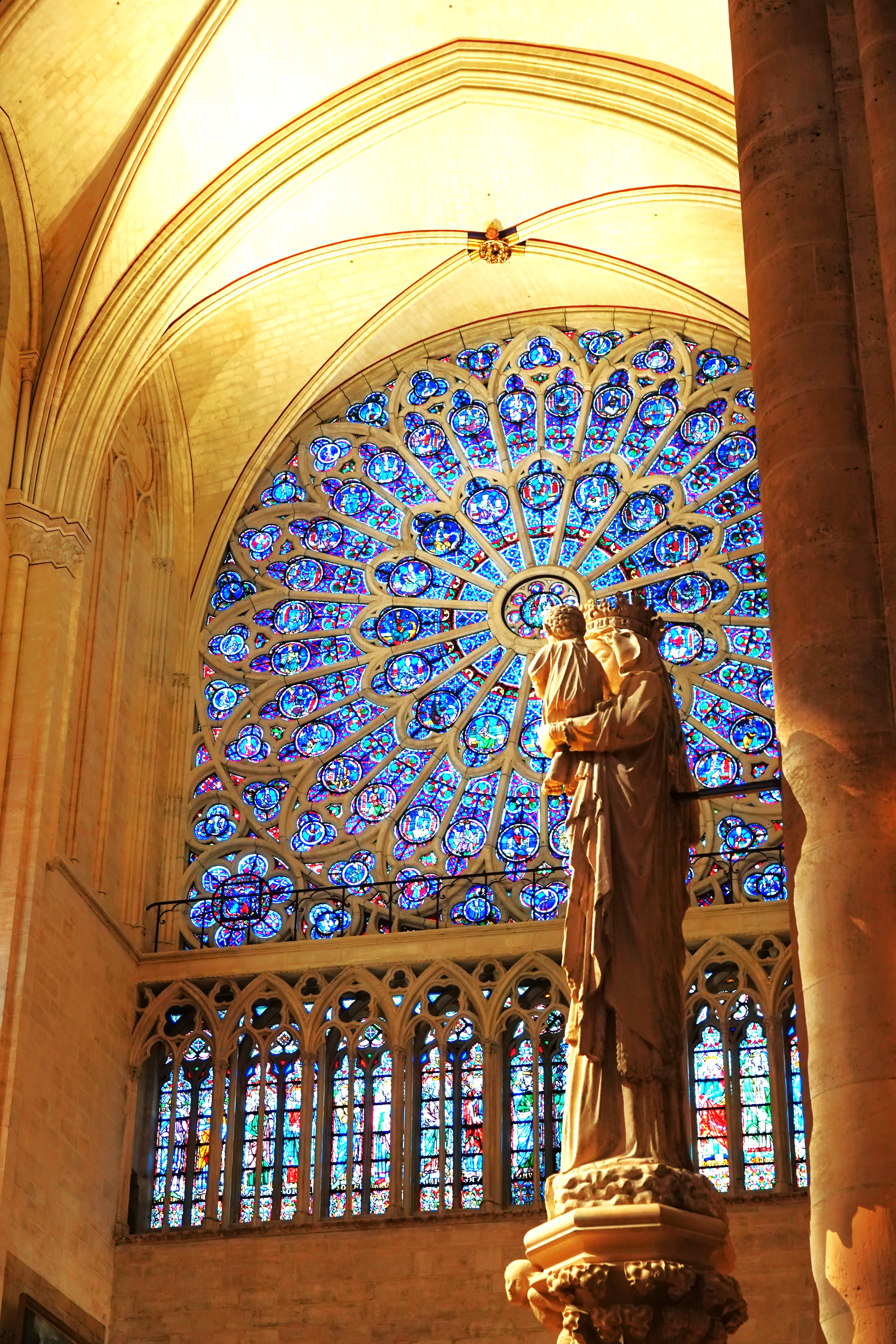
Décembre 2024.
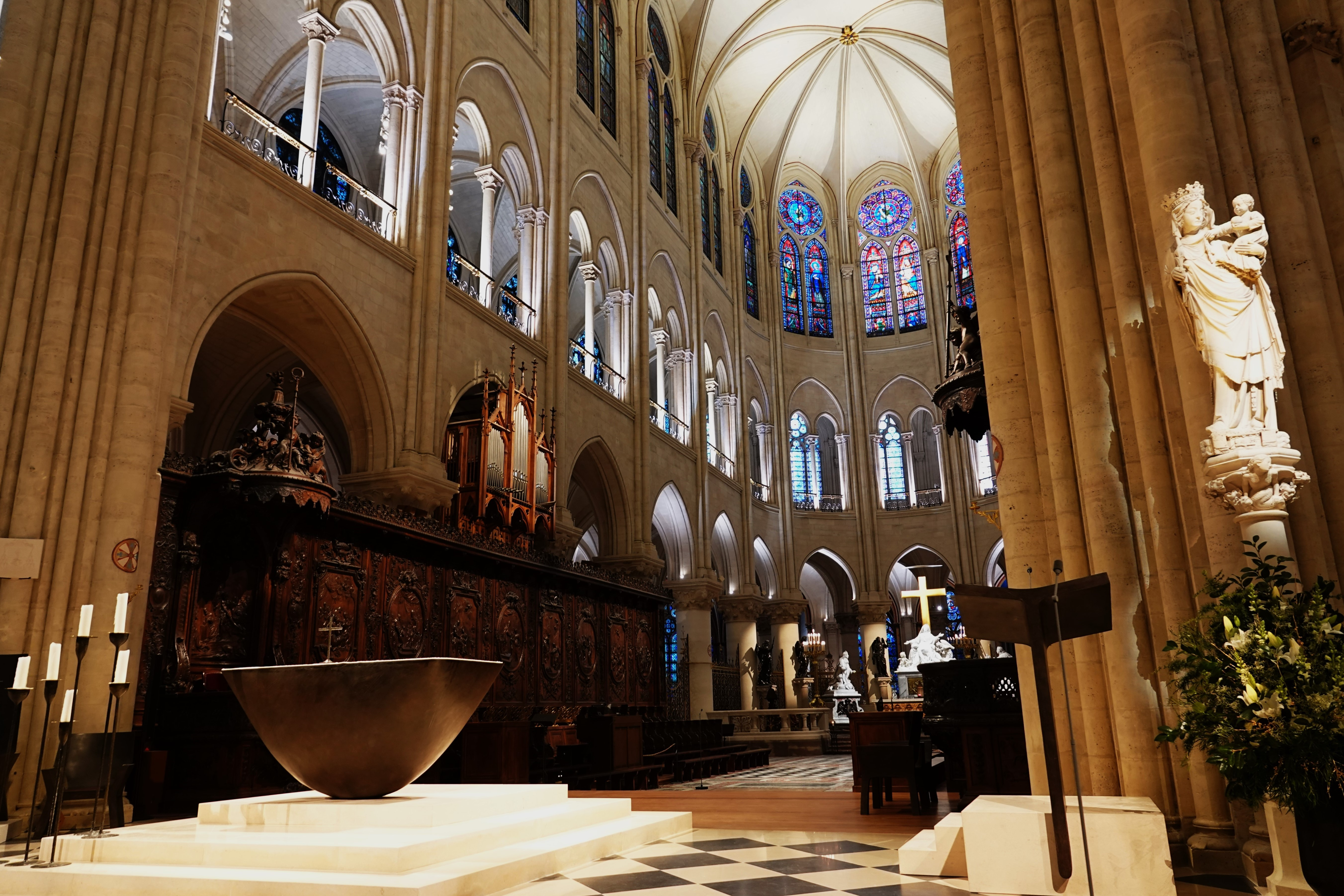
Décembre 2024.

### Incendie (2019)

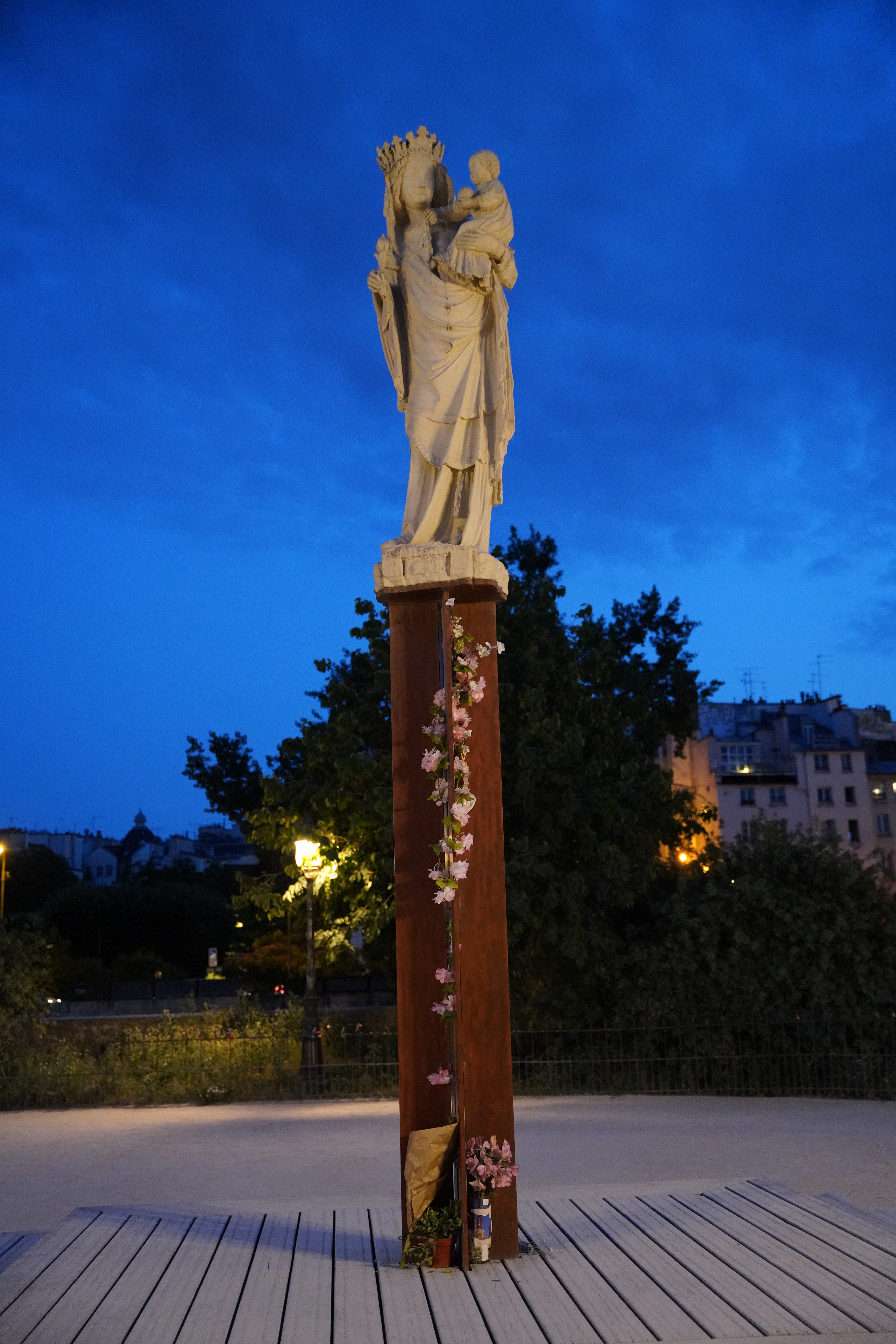
Réplique installée en 2020 sur le parvis de la cathédrale.

La statue demeure à cet emplacement jusqu'à l'incendie du 15 - 16 avril 2019 qui détruit la charpente et la flèche de la cathédrale. La statue est retrouvée intacte à proximité des gravats de la voûte du transept, simplement mouillée par l'eau projetée par Colossus, le robot utilisé à l'intérieur de la cathédrale pour combattre le feu. Elle est déposée le 25 avril pour être mise en sécurité. En août 2019, une réplique est installée à l'église Saint-Germain-l'Auxerrois, puis en octobre 2019, après avoir été débarrassée de la pollution au plomb qu'elle a subie lors de l'incendie, la statue originale prend la place de la réplique, laquelle est déplacée en juin 2020 sur le parvis de la cathédrale Notre-Dame face à la statue Charlemagne et ses Leudes.

### Réouverture (2024)
Dans les mois qui précèdent la réouverture de Notre-Dame les 7 - 8 décembre 2024, la réplique de la statue est présentée dans plusieurs cathédrales de France. Puis, du 7 au 15 novembre, une neuvaine intitulée Notre Dame retrouve sa cathédrale est organisée, au cours de laquelle la réplique est exposée dans plusieurs lieux de culte et hospitaliers catholiques à Paris,,, jusqu'à Saint-Germain-l'Auxerrois où la statue originale est conservée depuis 2020.
Le 15 novembre, cette copie accompagne une procession aux flambeaux dans le rues de Paris depuis Saint-Germain-l'Auxerrois jusqu'à la cathédrale Notre-Dame, en passant notamment par le pont Neuf et le quai de la Corse ; dans le même temps, la statue originale est transportée en camion depuis Saint-Germain-l'Auxerrois et retrouve son emplacement initial dans la cathédrale.
La réplique continue ensuite de voyager dans les cathédrales de France. Au total, son voyage aura été le suivant, :
| Dates              | Ville       | Lieu                                         | Événement | Réf.   |
| ------------------ | ----------- | -------------------------------------------- | --- | ------ |
| 11 - 19 mai 2024   | Arras       | Cathédrale Notre-Dame-et-Saint-Vaast d'Arras | 90e anniversaire de la reconstruction de la cathédrale d'Arras et procession de la Vierge de Notre-Dame-des-Ardents | ,      |
| 7 sept.            | Belfort     | Cathédrale Saint-Christophe                  | Fête de la Nativité de Marie                                                                                        | [ 18 ] |
| 28 sept. - 6 oct.  | Lille       | Cathédrale Notre-Dame-de-la-Treille          | Fêtes de la Treille                                                                                                 | [ 19 ] |
| 16 - 20 oct.       | Gap         | cathédrale Notre-Dame-et-Saint-Arnoux        | | [ 20 ] |
| 31 oct. - 4 nov.   | Versailles  | Cathédrale Saint-Louis                       | | [ 21 ] |
| 7 nov.             | Paris (15e) | Maison médicale Jeanne-Garnier               | Étape 1 de la neuvaine                                                                                              |        |
| 7 nov.             | Paris (16e) | Église Notre-Dame-de-l'Assomption de Passy   | Étape 2 de la neuvaine                                                                                              |        |
| 8 nov.             | Paris (14e) | Chapelle de l'hôpital Saint-Joseph           | Étape 3 de la neuvaine                                                                                              |        |
| 8 nov.             | Paris (14e) | Église Notre-Dame-du-Rosaire                 | Étape 4 de la neuvaine                                                                                              |        |
| 9 nov.             | Paris (18e) | Basilique du Sacré-Cœur de Montmartre        | Étape 5 de la neuvaine                                                                                              |        |
| 10 nov.            | Paris (17e) | Église Sainte-Marie des Batignolles          | Étape 6 de la neuvaine                                                                                              |        |
| 10 nov.            | Paris (13e) | Église Notre-Dame-de-la-Gare                 | Étape 7 de la neuvaine                                                                                              |        |
| 11 nov.            | Paris (15e) | Maternité catholique Sainte-Félicité         | Étape 8 de la neuvaine                                                                                              |        |
| 12 nov.            | Paris (18e) | Maison Bakhita                               | Étape 9 de la neuvaine                                                                                              |        |
| 12 nov.            | Paris (12e) | Église de l'Immaculée-Conception             | Étape 10 de la neuvaine                                                                                             |        |
| 13 nov.            | Paris (20e) | Chapelle Saint-Louis de l'hôpital Tenon      | Étape 11 de la neuvaine                                                                                             |        |
| 13 nov.            | Paris (20e) | Église Notre-Dame-de-Lourdes                 | Étape 12 de la neuvaine                                                                                             |        |
| 14 nov.            | Paris (6e)  | Église Notre-Dame-des-Champs                 | Étape 13 de la neuvaine                                                                                             |        |
| 14 nov.            | Paris (6e)  | Église de Saint-Germain-des-Prés             | Étape 14 de la neuvaine                                                                                             |        |
| 15 nov.            | Paris (2e)  | Basilique Notre-Dame des Victoires           | Étape 16 de la neuvaine                                                                                             |        |
| 15 nov.            | Paris (1er) | Église Saint-Germain-l'Auxerrois             | Étape 16 de la neuvaine                                                                                             |        |
| 15 nov.            | Paris (4e)  | Cathédrale Notre-Dame                        | |        |
| 16 - 17 nov.       | Dijon       | Cathédrale Saint-Bénigne                     | | [ 22 ] |
| 22 - 24 nov.       | Rennes      | Cathédrale Saint-Pierre                      | | ,      |
| 29 nov. - 1er déc. | Limoges     | Cathédrale Saint-Étienne                     | | [ 24 ] |

## Description
Le style de la statue en l'honneur de la Sainte Vierge, mère de Jésus, se distingue du contrapposto traditionnel sur ce genre. Elle est parfois considérée comme étant l'une des statues les plus décoratives du catholicisme.

### Détails
Marie est debout, tenant son fils, Jésus-Christ, contre son corps. Contrairement aux versions précédentes du duo saint, les deux personnages adoptent une position naturelle, avec des traits faciaux particuliers. Dans la plupart des représentations religieuses de la Vierge et l'Enfant de l'époque, Jésus n'est pas représenté comme un nourrisson, mais comme un adulte en miniature. Ici, cependant, l’artiste a tenté de lui inculquer les manières d'un enfant jouant avec le voile de sa mère. Cette œuvre s'inscrit ainsi dans une humanisation de la représentation des figures religieuses dans la sculpture gothique, qui a commencé à Chartres et s'est particulièrement développée en Allemagne.
Marie, comme une reine, est vêtue d'une robe royale et porte une couronne sur la tête. Le déhanchement figure l'élégance aristocratique. Dans sa main droite, elle tient le « lys » du royaume des lys, la France de l'époque ; il s'agit, en fait, d'un iris. Jésus tient la sphère du Monde. La boule qu'il tient est une allusion à la royauté et à leur sainteté. La boule ou l'orbe dans les mains du Christ est une référence au Christ en tant que Salvator Mundi (Sauveur du Monde). L'orbe symbolise la Terre et le Christ est le roi du monde entier.

### Style
L'une des principales caractéristiques de la sculpture gothique est son élégance. Cependant, la sculpture a subi des modifications de l'architecture d'arrière-plan, le contraste lumière/obscurité et la courbe en S de « style praxitélien ». Par simplification, le style gothique s'est éloigné du style roman. Le plus grand changement se situe cependant dans la séparation des sculptures de l'architecture. Au lieu de créer des figures en haut-relief, inscrites dans les murs ou les colonnes, les sculptures sont extraites de leurs supports. Le contraste entre ombre et lumière est  mis en évidence par les profonds plis du tissu du vêtement.
Le sculpteur de Marie a exagéré la courbe en « S » de son corps, élément caractéristique du style gothique. Cependant cette posture ne provient pas de la période gothique en Europe, mais du IVe siècle av. J.-C. quand les sculpteurs grecs, fascinés par les mouvements et les muscles du corps ont essayé de représenter par la courbe en « S » un naturalisme abouti. Pour les sculpteurs gothiques, l'effet recherché n'est pas le mouvement du corps, mais l'élégance et l'élongation.

## Protection du patrimoine
La statue a été classée monument historique au titre objet par arrêté du 20 février 1905.

## Postérité
En 1913 dans Ma conversion, Paul Claudel raconte s'être converti au catholicisme au pied de la statue, lors des vêpres de Noël 1886,, en entendant le Magnificat chanté par la Maîtrise, :

« J'étais moi debout dans la foule, près du second pilier, à l'entrée du chœur, à droite du côté de la sacristie. Et c'est là que se produisit l'événement qui domine toute ma vie. En cet instant, mon cœur fut touché et je crus. »

Une inscription rappelant cet épisode a été ajoutée en 1965 dans le dallage au pied de la statue,.
Joris-Karl Huysmans en fait la description suivante en 1898 dans son roman La Cathédrale :

« Elle est à peine jolie, mais si bizarre avec son sourire joyeux éclos sur de mélancoliques lèvres ! Aperçue d'un certain côté, Elle sourit à Jésus, attentive, presque railleuse. Il semble qu'Elle attende un mot drôle de l'Enfant pour se décider à rire ; Elle est une nouvelle mère pas encore habituée aux premières caresses de son fils. Regardée d'un autre point, sous un autre angle, ce sourire, si prêt à s'épanouir, s'efface. La bouche se contracte en une apparence de moue et prédit des pleurs. Peut-être qu'en parvenant à empreindre en même temps sur la face de Notre-Dame ces deux sentiments opposés, la quiétude et la crainte, le sculpteur a voulu lui faire traduire à la fois l'allégresse de la Nativité et la douleur prévue du Calvaire. Il aurait alors portraituré, en une seule image, la Mère des Douleurs et la Mère des Joies, devancé, sans le savoir, les Vierges de La Salette et de Lourdes. »

En 1996, dans le film d'animation Le Bossu de Notre-Dame de Disney, lorsque le personnage d'Esméralda chante Les Bannis ont droit d'amour (en) (God Help the Outcasts), elle s'adresse à Dieu par l'intermédiaire d'une statue de Vierge à l'Enfant plus ou moins évocatrice de la véritable statue du XIVe siècle.